# Mantachie
La ville américaine de Mantachie est située dans le comté d'Itawamba, dans l’État du Mississippi. Lors du recensement de 2000, sa population s’élevait à 1 107 habitants.

## Source
- (en) Cet article est partiellement ou en totalité issu de l’article de Wikipédia en anglais intitulé « Mantachie, Mississippi » (voir la liste des auteurs).